# Gustavo Ferreyra
Gustavo Alejandro Ferreyra (Buenos Aires, 4 de enero de 1963) es un escritor argentino. En 2010 recibió el Premio Emecé de Novela. Colabora en diversos medios periodísticos de Argentina y España.

## Obra

### Novelas
- El Amparo, 1994, Ed. Sudamericana, 267 páginas. Reeditada por Club Cinco, 2018. Reeditada por Godot, 2024
- El Desamparo, 1999, Ed. Sudamericana, 462 páginas.
- Gineceo, 2001, Ed. Sudamericana, 313 páginas.
- Vértice, 2004, Ed. Sudamericana, 327 páginas. (Primer premio de novela edita de la Ciudad de Buenos Aires, bienio 2004/2005)
- El Director, 2005, Ed. Losada, 417 páginas. Reeditada por Godot, 2025
- Piquito de oro, 2009, Seix Barral, 277 páginas.
- Dóberman, 2010, Emecé, 318 páginas. (Premio Emecé)
- La familia, 2014, Alfaguara, 570 páginas. (2º premio Nacional de novela). Reeditada por Godot, 2025
- Piquito a secas, 2016, Alfaguara.
- Los peregrinos del fin del mundo, 2018, Alfaguara, 360 páginas.
- El sol, 2020, Dualidad, 298 páginas.
- Piquito en las sombras, 2022, Alfaguara, 620 páginas.
- El mamífero que ríe, 2023, Godot, 215 páginas
- Piquito en los vientos, Godot, 2024.

### Relatos
- El Perdón, 1997, Ed. Simurg, 156 páginas. Reeditado por Dualidad, 2020

## Reconocimientos
- 2024ː Premio Konex 2024 Letras - Novelaː Período 2014-2017. Diploma al mérito.[2]